# فورست شيرمان
فورست شيرمان (بالإنجليزية: Forrest Sherman)‏ هو ضابط أمريكي، ولد في 30 أكتوبر 1896 في ميريماك في الولايات المتحدة، وتوفي في 22 يوليو 1951 في نابولي في إيطاليا.

## وصلات خارجية
- فورست شيرمان على موقع مونزينجر (الألمانية)